# 船越村 (福岡県)
船越村（ふなごしむら）は、福岡県浮羽郡にあった村。現在の久留米市、うきは市の一部。

## 地理
耳納山地、鷹取山の北麓から筑後川左岸に位置していた。

## 歴史

### 沿革
- 1889年（明治22年）4月1日 - 町村制の施行により、竹野郡鷹取村、長栖村、船越村、秋成村が合併して村制施行し、船越村が発足[1][2]。
- 1896年（明治29年）4月1日 - 郡の統合により浮羽郡に所属[1][3]。
- 1897年（明治30年）- 船越銀行設立[1]
- 1910年（明治43年）- 船越信用購買組合設立[1]
- 1911年（明治44年）- 耕地整理実施（1915年まで）[1]
- 1954年（昭和29年）12月1日 - 船越村の一部（大字船越・秋成・長栖〔一部〕・鷹取〔一部〕）が浮羽郡田主丸町、水分村、筑陽村、水縄村、竹野村と合併し田主丸町が存続[1][2]。
- 1955年（昭和30年）1月1日 - 浮羽郡吉井町、千年村、江南村、福富村と合併し吉井町が存続して廃止された[1][2]。

### 地名の由来
『和名類聚抄』に記載の「船越郷」から。